# The Informers (pel·lícula de 2008)
The Informers és una pel·lícula dramàtica estatunidenca del 2009 escrita per Bret Easton Ellis i Nicholas Jarecki i dirigida per Gregor Jordan. La pel·lícula està basada en la col·lecció de contes breus d'Ellis de 1994 del mateix nom. La pel·lícula, que se situa enmig de la decadència de principis dels anys vuitanta, representa una varietat de personatges socialment alienats, principalment acomodats que adormin la seva sensació de buit amb sexe casual, alcohol i drogues. El rodatge va tenir lloc a Los Angeles, Uruguai i Buenos Aires el 2007.
Va ser l'últim llargmetratge de l'actor Brad Renfro abans de la seva mort el 15 de gener de 2008, als 25 anys. La pel·lícula estava dedicada a la seva memòria.
Un article publicat per Reuters va descriure la història com "set històries que tenen curs durant una setmana a la vida d'executius de cinema, estrelles de rock, un vampir i altres personatges moralment desafiats", ambientada a Los Angeles dels anys vuitanta. Tanmateix, el contingut sobrenatural no s'havia d'incloure a la pel·lícula final.

## Argument
El 1983, en una elegant festa de Los Angeles en una mansió, Bruce s'allunya de la festa i és assassinat per un cotxe a gran velocitat. Després del funeral, els seus amics Graham, Martin i Tim asseuen bevent amb Raymond al pati d'un hotel elegant. Només Raymond està realment devastat i plora amargament. Els amics rebutgen les llàgrimes de Raymond. Quan Raymond marxa, Graham el segueix.
Graham Sloan és fill d'una parella rica i estranya i condueix un Porsche, s'allotja en habitacions d'hotel amb glamur i és un narcotraficant. El seu pare William és un productor de cinema amb una dona addicta a les píndoles. William està tenint una aventura amb una presentadora de la televisió local, Cheryl Moore. La seva dona, mentrestant, està mantenint relacions sexuals amb l'amic del seu fill, Martin. Graham és conscient que la seva xicota Christie l'està enganyant amb diversos homes, inclòs el seu millor amic Martin, un productor de vídeos de rock bisexual. Com que Graham i Martin també dormen junts, sembla que Graham està intentant acceptar la relació oberta.
Un cantant de rock de new wave anomenat Bryan Metro vola a Los Angeles. Ensopega amb la seva elegant habitació d'hotel i té relacions sexuals amb groupies joves. En sortir de la banyera, rellisca pel terra humit i es talla la mà. En contestar el telèfon, el seu gerent el renya per haver dormit amb groupies menors d'edat, i murmura que necessita un metge. Més tard, el porten a conèixer un productor de cinema que espera fer una pel·lícula B rendible protagonitzada pel cantant. El cantant sembla ser amb prou feines coherent, i la seva atenció només es crida quan veu una noia que porta bràquets mirant la televisió en una habitació contigua. Bryan va trontollant cap a ella i la porta a un dormitori. Més tard, ensopega amb una habitació d'hotel i troba una groupie al seu llit. Dibuixant les seves paraules, li demana que s'acosti, la fa un petó i després li dona un cop de puny a la cara.
Jack, un porter de l'hotel al lloc de Christie, ha vingut a buscar fortuna a Los Angeles com a actor. Es guanya la vida amb humilitat treballant com a porter i viu en una casa petita i deteriorada. S'alarma quan rep una trucada telefònica del seu oncle canós, Peter, un exconvicte vagabund que afirma que necessita un lloc on allotjar-se. Jack amb ràbia rebutja la petició, perquè vol deixar enrere el costat immoral i criminal dels seus antecedents familiars. No obstant això, quan Jack torna a casa, el seu oncle l'espera en una furgoneta colpejada. Per horror d'en Jack, el seu oncle està involucrat en un complot de segrest per lloguer i l'oncle ha portat un nen segrestat a casa de Jack. Quan un gàngster netament vestit, però amenaçador, truca a Jack quan l'oncle està fora, i li demana recollir el "paquet", Jack fingeix ignorància. Quan l'oncle torna li diu a Jack que s'ha de matar el nen, amb el motiu que serà més humà que el que li faran els gàngsters, Jack s’ofereix matar el nen. En lloc de tallar-li la gola al nen, Jack fingeix matar-lo, però en realitat el deixa anar. Jack amaga el seu fracàs per matar el noi tallant-li la mà i untant-li les mans i la cara amb sang, i s'uneix al seu oncle a la furgoneta i fuig del lloc.
Tim Price es veu pressionat perquè vagi amb el seu pare, Les, a un viatge a Hawaii, aparentment perquè els dos comparteixin temps de vinculació pare-fill. Van a un bar, on Les inicia una xerrada amb dues dones joves, que potser estan disposades a tenir sexe amb ells. Tanmateix, a Tim no li interessa, i li fa fàstic les maneres borratxes i lascives del seu pare a les dones. Tim troba més tard una noia que li agrada a la platja però quan tots tres sopen junts, Les comença a fer-li proposicions i aleshores tant el pare com la jove es burlen de Tim suggerint que els homes gais li estaven tirant la canya a la platja. Tim deixa el sopar i surt a estar sol. Quan el seu pare el troba, en Tim es nega a parlar, dient que no té res a dir.
Graham s'enfronta a Martin sobre Christie i li pregunta si ha estat a dormir amb ella, a participar del sexe en grup. Martin nega haver traït a Graham i es sorprèn en adonar-se que el seu amic ha desenvolupat sentiments per ella; en la seva escena social, la majoria de les interaccions són acoblaments fugaços basats en el desig, no relacions basades en la cura. Llavors Graham li diu a Martin que se sent a la deriva en la seva vida, com si no tingués ningú que li pogués dir què està bé o què està malament. Tota la seva vida s'ha convertit en una sèrie de trobades casuals i bromes lleugeres, cobertes per una boira farmacèutica. Graham sembla estar fent els primers passos per allunyar-se del seu estil de vida alienat i narcisista. Quan un dels amants d'en Martin truca a Graham per dir-li que Christie s'ha emmalaltit i que està estirat a la sorra, ell va a la casa per veure-la. Tot i que veu que ha desenvolupat lesions, presumiblement el sarcoma de Kaposi associat al VIH/SIDA, per tot el seu cos moribund, sembla incapaç de cuidar-la i portar-la a casa. un hospital. En canvi, la fa un petó una vegada, i la deixa estirada sobre una tovallola a la platja morint, sola en un tram buit de sorra.

## Repartiment
- Billy Bob Thornton com a William Sloan
- Kim Basinger com a Laura Sloan
- Mickey Rourke com a Peter
- Winona Ryder com a Cheryl Moore
- Jon Foster com a Graham Sloan
- Amber Heard com a Christie
- Rhys Ifans com a Roger
- Chris Isaak com a Les Price
- Austin Nichols com a Martin
- Lou Taylor Pucci com a Tim Price
- Mel Raido com a Bryan Metro
- Brad Renfro com a Jack
- Theo Rossi com a Spaz
- Cameron Goodman com Susan Sloan
- Aaron Himelstein com a Raymond
- Jessica Stroup com a Rachel
- Peter Scanavino com a León
- Angela Sarafyan com a Mary
- Simone Kessell com a Nina Metro
- Katy Mixon com a Patty
- Daniel Rosenberg com a Rocko
- Diego Klattenhoff com a Dirk

Brandon Routh va ser seleccionat originalment com Bruce, però està absent de la pel·lícula acabada després de la decisió d'eliminar totes les "escenes de vampirs" de l'adaptació cinematogràfica. Ashley Olsen va ser seleccionat originalment com a Christie, però es va retirar i va ser substituït per Heard. Pot ser que hi hagi un vampir a la pel·lícula, encara que no estigui declarat. Dirk, que assegura que ha pagat al personatge de Rourke per "alguna cosa", confronta Renfro per demanar pel noi segrestat. El Dirk, de pell pàl·lida, ha vingut a buscar el nen a qui Rourke ha segrestat per 6.000 dòlars.

## Producció
El rodatge va començar el 12 d'octubre de 2007 a Los Angeles, i més tard es va traslladar a Uruguai i Buenos Aires abans d'acabar el 6 de desembre de 2007.
Segons Fox News, Ellis i Jarecki havien passat tres anys treballant en un guió i preparant la pel·lícula per a l'estrena, i Jarecki havia de dirigir-la. Se suposava que la pel·lícula havia de ser "una ficció absurda, una sàtira alegre i expansiva". Quan els productors van substituir Jarecki pel director australià Gregor Jordan, el to de la pel·lícula es va allunyar de la premissa original d'Ellis i Jarecki per convertir-se en una cosa que el repartiment i els guionistes estaven avergonyits. Enmig de les preocupacions pel pressupost i pel sexe i la violència (com la de l'adaptació anterior d'Ellis, American Psycho), la subtrama vampir va ser eliminada de la pel·lícula completament juntament amb l'actor Brandon Routh, que va interpretar un vampir. La versió final de Jordan, que ha rebut crítiques negatives d'alguns crítics, es va convertir en "una meditació terrible i fosca" sota la seva interpretació del guió, segons una persona privilegiada implicada en la producció. Jordan també va reduir el guió de les 150 pàgines originals d'Ellis a només 94.
| «                                    | "Ara és difícil de dir-ho, però se suposa que havia de ser com els criminals i els vampirs i les noies i els joves... Hi havia coses que vaig reconèixer, i moltes que vaig trobar a faltar. Però és la versió del guió del director, i així és com és." | » |
| — Bret Easton Ellis a The Informers. | |   |

## Recepció

### Taquilla
La pel·lícula es va estrenar al Festival de Cinema de Sundance el 22 de gener de 2009. Va rebre una estrena limitada l'abril 24 de 2009, a 482 cinemes dels Estats Units, on va guanyar aproximadament 300.000 dòlars EUA el cap de setmana d'obertura. La pel·lícula només es va estrenar durant tres dies i la recaptació final de la pel·lícula va ser de 382.174 dòlars, enfront d'un pressupost de 18 milions de dòlars. La pel·lícula es va estrenar en DVD i Blu-ray el 25 d'agost de 2009. Va rebre un certificat 15 per la British Board of Film Classification (BBFC) i va ser llançada amb quatre versions diferents.

### Resposta crítica
The Informers va ser criticat pels crítics de cinema i té una puntuació "podrida" del 12% a Rotten Tomatoes basat en 106 crítiques amb una puntuació mitjana de 3,8 sobre 10. El consens de la crítica afirma: "Tan miserable i insípida com els seus protagonistes, The Informers no ofereix res en què pensar després que la brillantor del ros fals desaparegui." a pel·lícula també té una puntuació de 20 sobre 100 a Metacritic, basat en 25 ressenyes, que indica "crítiques generalment desfavorables".
Sonny Bunch del Washington Times va afirmar que per entendre la pel·lícula, un espectador hauria de "[i]imaginar American Psycho amb menys violència però més nuesa, trasplantada de la ciutat de Nova York a Califòrnia i despullada de tota consciència pròpia". John Anderson del Washington Post la va anomenar una "... nihilista, narcisista, pel·lícula ximple sobre nihilistes i narcisistes ximples"; afirma que "... podria haver estat un exercici interessant de sàtira, si només tingués sentit de l'humor. Que no en te".
Paul Chambers de CNNRadio es va referir a la pel·lícula com a "desoladora, avorrida i inflada". Owen Gleiberman d'Entertainment Weekly va declarar que la pel·lícula és "... amb diferència, la pel·lícula més fluixa i més desconcertada mai feta amb el material d'Ellis". Cosmo Landesman de The Sunday Times va comentar: "Té un bon repartiment i una fantàstica banda sonora dels anys 80 (Devo, Simple Minds)". Paral·lelament, Landesman va afirmar que la pel·lícula "...també té la superficialitat d'una telenovel·la", la qual cosa vol dir que si bé la pel·lícula "...no està tan malament que no et puguis seure i gaudir-ne, però tampoc és prou bona per anar a veure-la. Diversos crítics van atacar la pel·lícula pels seus elements lascius. James Berardinelli de ReelViews l'anomenava "... el tipus de pel·lícula que, en sortir del teatre, provoca ganes de dutxar-se".
Diversos crítics van atribuir la culpa dels problemes al director. El crític Nigel Andrews del Financial Times reconeix que "Bret Easton Ellis pensa un conte mesquí, en tots els sentits adjectivals. La seva prosa és enginyosament malèfica; és un Severus Snape de la generació del sexe i les drogues". Tanmateix, argumenta que "necessiteu una mà de direcció més intel·ligent, però, que la de Gregor Jordan" per fer que la pel·lícula funcioni. El revisor Anthony Quinn de The Independent argumenta que Jordan "... sembla haver anat al revés des de la seva Buffalo Soldiers de 2001, amb l'objectiu del rondeau de LA dels Short Cuts d’Altman, però falten tots els ingredients vitals: enginy, humanitat, encant, matisos i significat."
Alguns dels pocs crítics positius van interpretar el buit i sense rumb de la pel·lícula com una manera intencionada de posar de manifest els temes dels contes d'Ellis. Rob Nelson de Variety va afirmar que "[l]a valoració inferior a zero en l'escala de sofisticació, The Informers és, per tant, una adaptació totalment fidel de la novel·la de Bret Easton Ellis i una mirada precisa. a Los Angeles de principis dels anys 80".
Una altra crítica positiva va ser de Derek Malcolm de This is London, que va afirmar que "Jordan dona a tot això una brillantor totalment adequada i el repartiment interpreta bé a través dels ulls esmaltats". Malcolm afirma que la "...pel·lícula fascinarà als que els agrada veure les turmentades vides d'aquells que semblen més afortunats que la resta de nosaltres". Erica Abeel de Film Journal International va declarar que "Gregor Jordan i Bret Easton Ellis no es fan presoners en aquest impacte intransigent i dissenyat per experts sobre l'hedonisme a L.A de principis dels 80."
Roger Ebert va donar a la pel·lícula dues estrelles i mitja, arribant a la conclusió que la pel·lícula és "repulsivament fascinant i ha estat dirigida per Gregor Jordan com una telenovel·la de l'infern, amb bons decorats i vestits."
Ellis va dir: "Aquesta pel·lícula no funciona per moltes raons, però no crec que cap d'aquestes raons sigui culpa meva".